# Șoimeni, Cluj
Șoimeni (în trecut Șinteu; în maghiară Sólyomkö) este un sat în comuna Vultureni din județul Cluj, Transilvania, România. Se află la aproximativ 30 km de orașul Cluj-Napoca, în direcția comuna Chinteni.

## Legende
Există mai multe legende legate de un tunel care leagă satul de Giula. Una dintre acestea spune că ducele Gelu după ce a încheiat legământul cu Tuhutum de la Așchileu ar fi fugit călare pe un cal alb prin acest tunel împreună cu fata căpeteniei invadatoare.

## Bibliografie

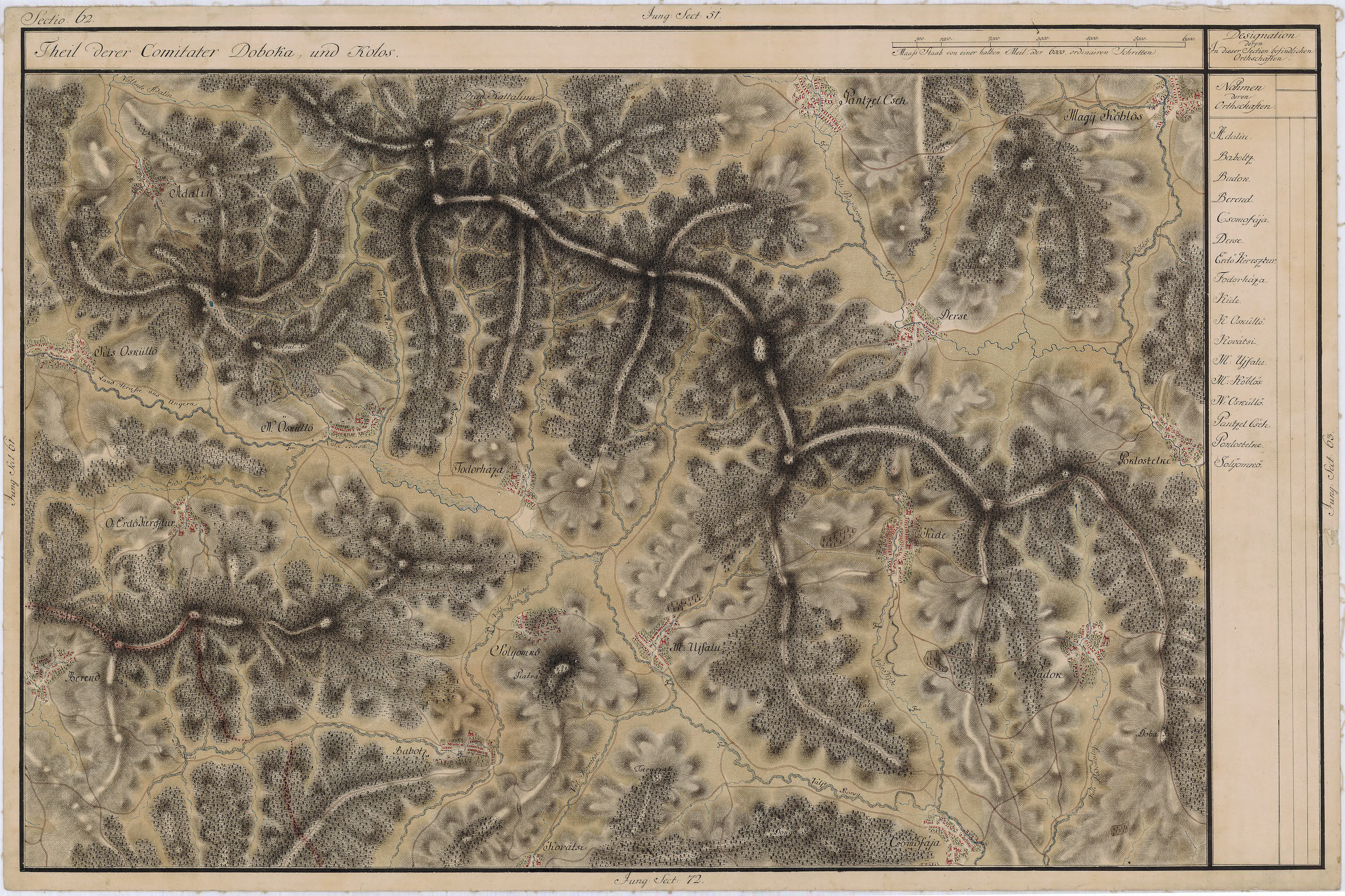
Şoimeni pe Harta Iosefină a Transilvaniei, 1769-1773

## Imagini

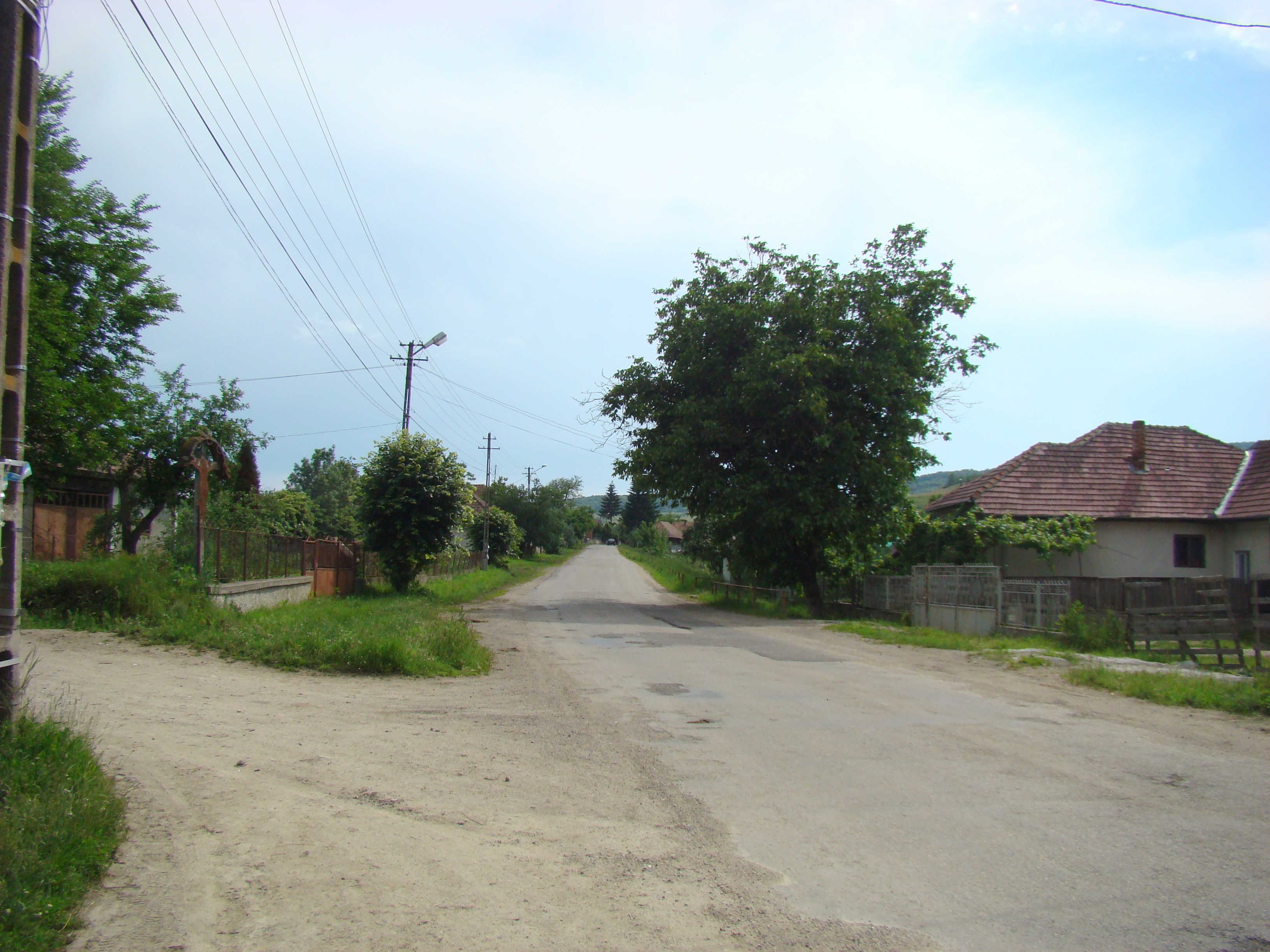
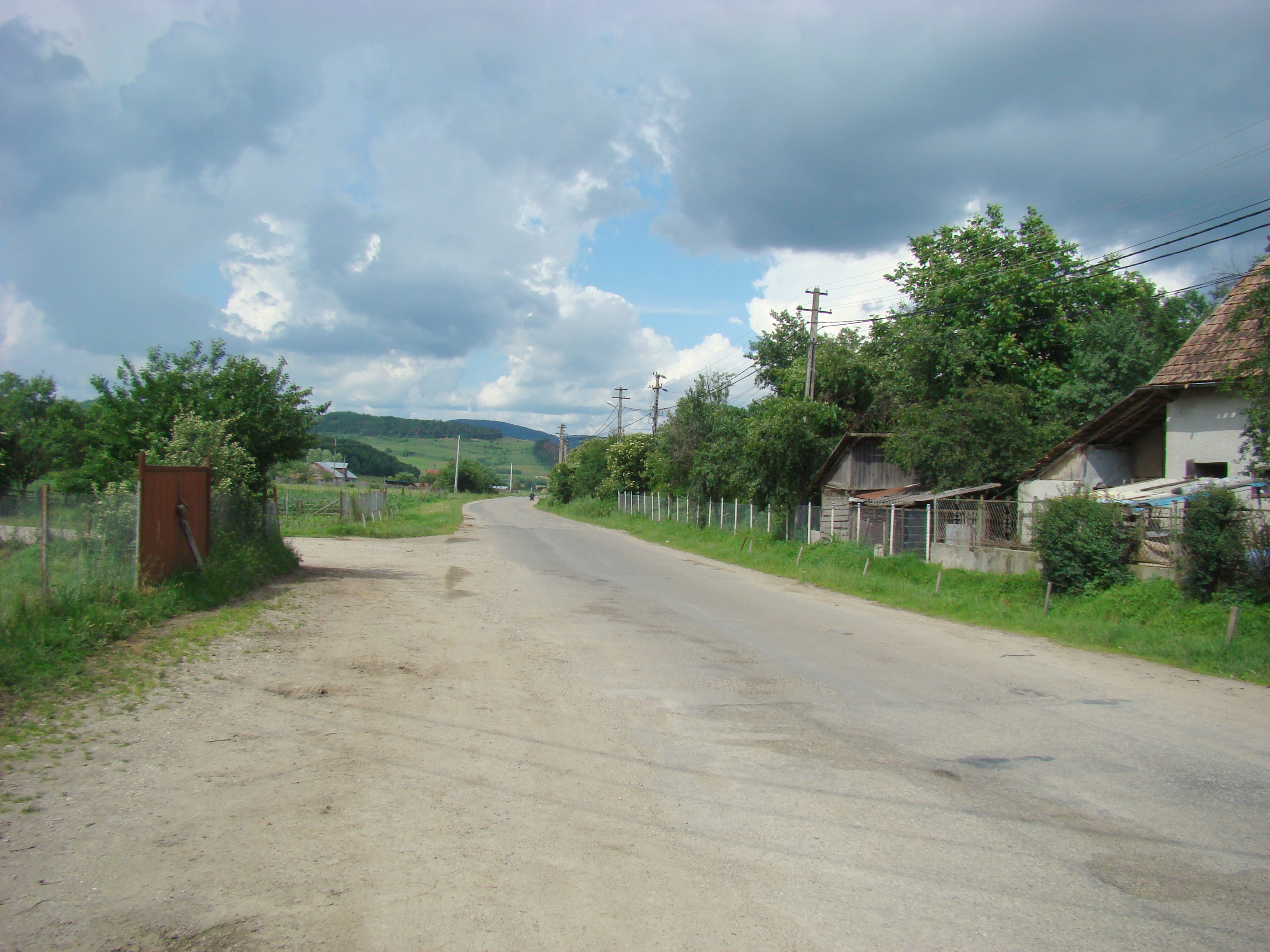
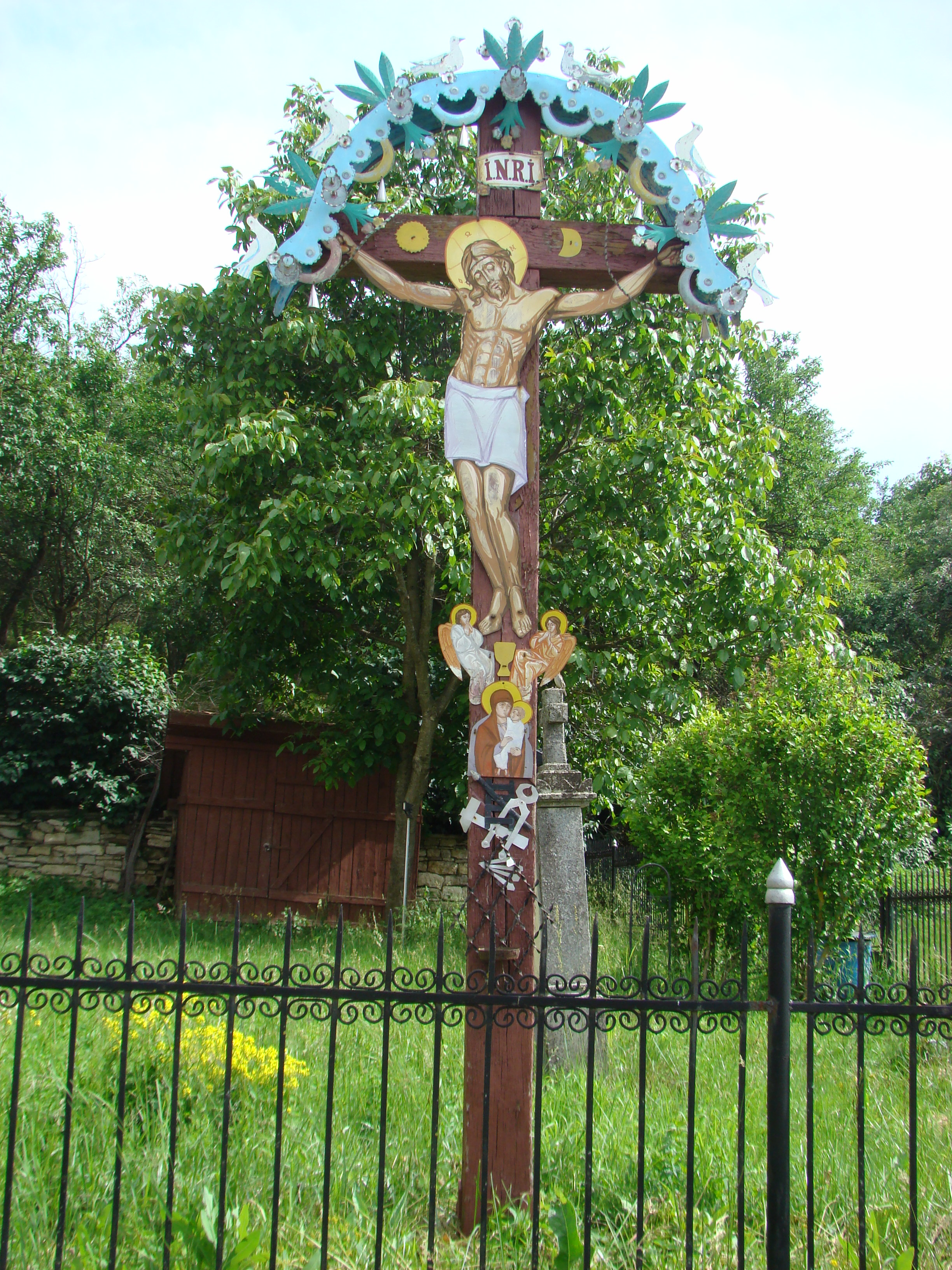
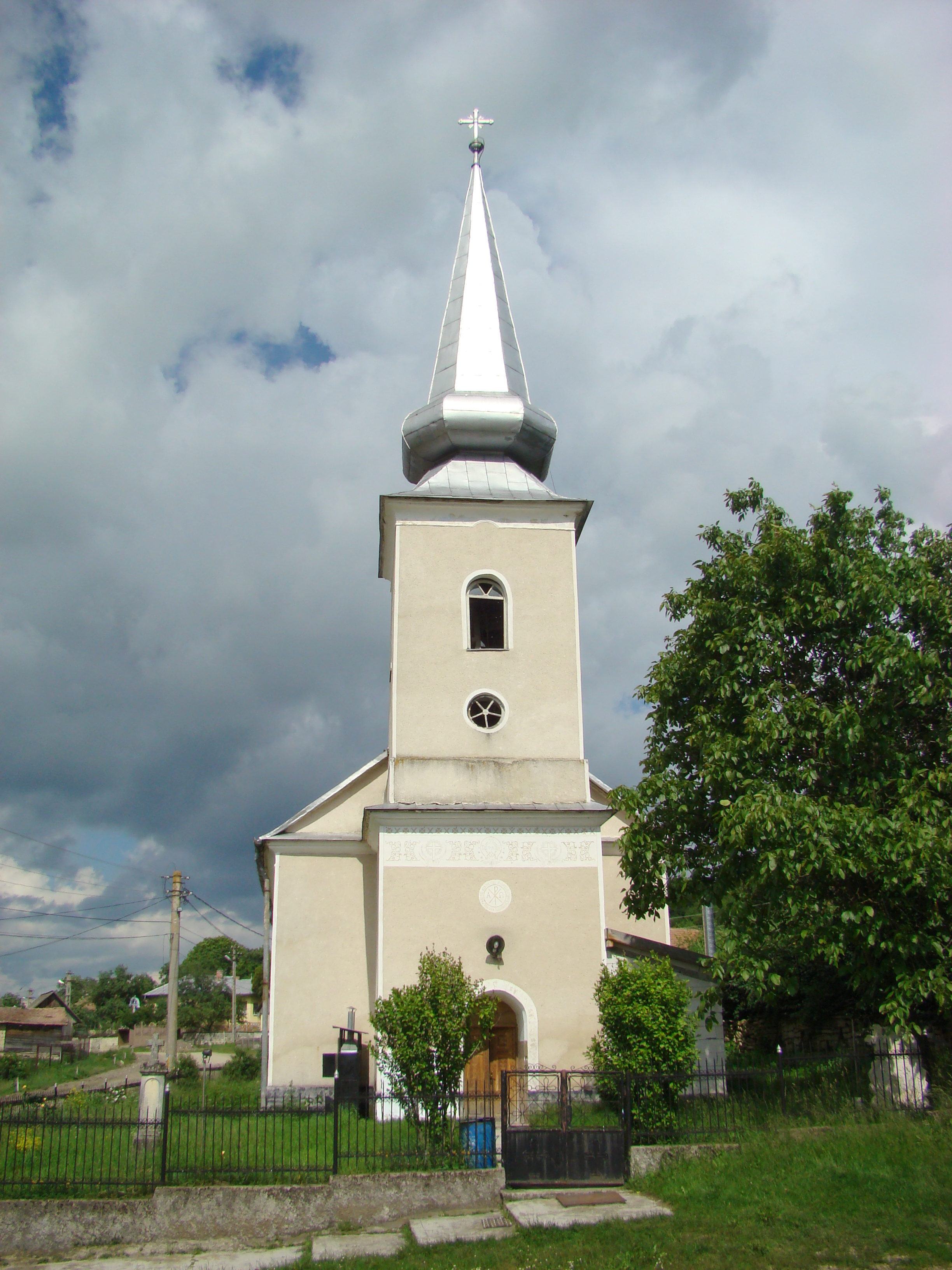
Biserica ortodoxă (1874)
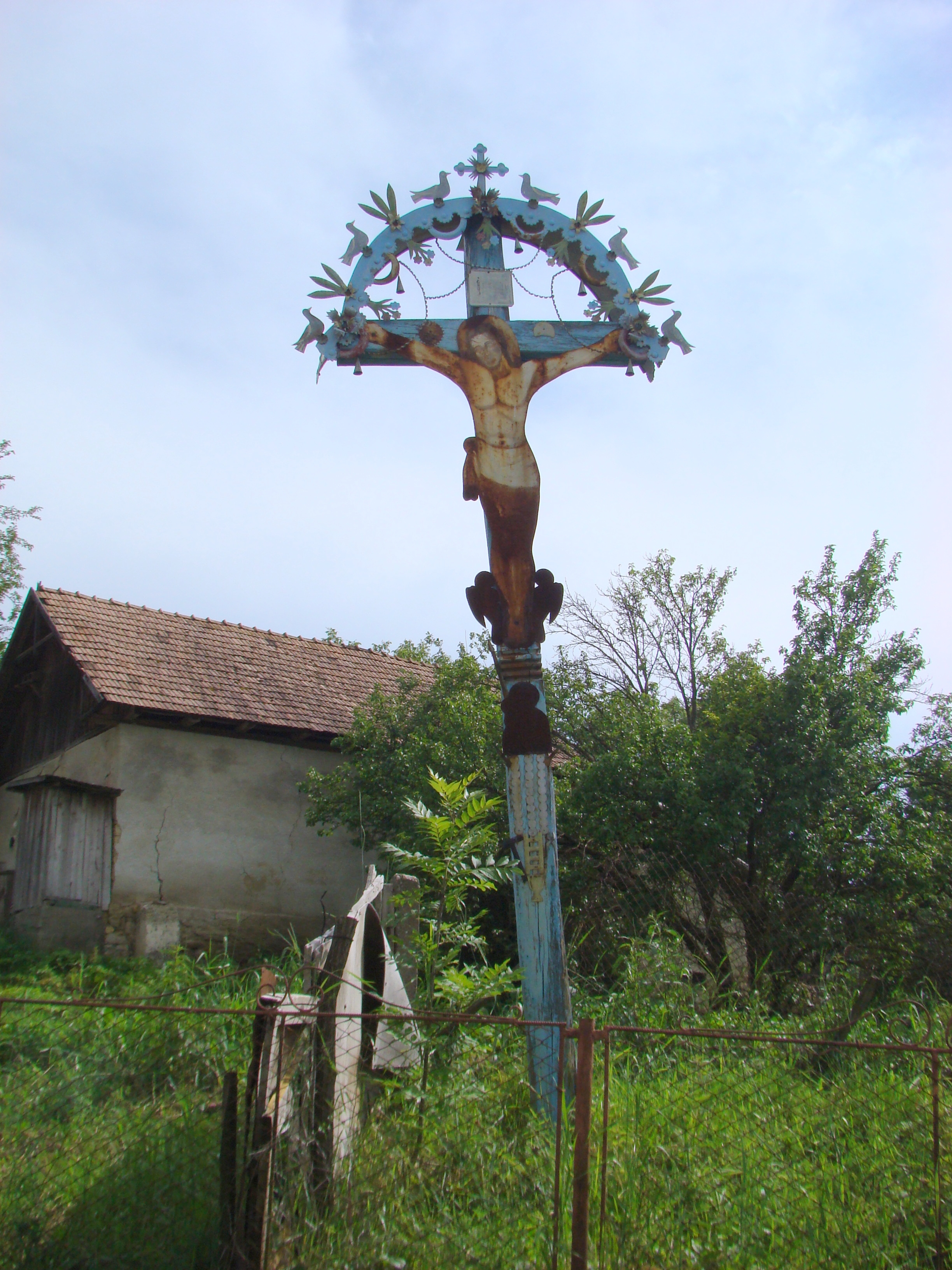
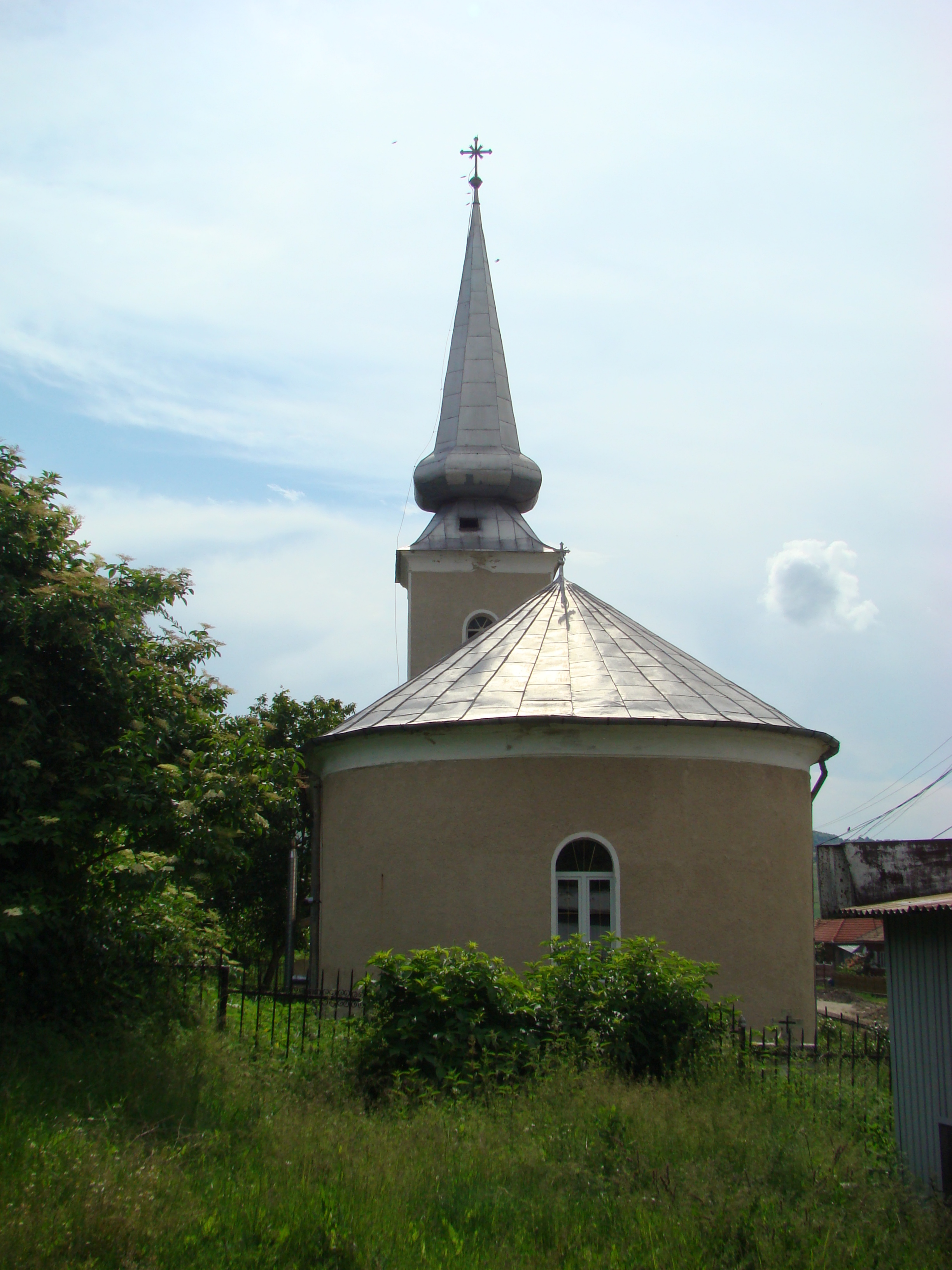
Biserica ortodoxă (1874)
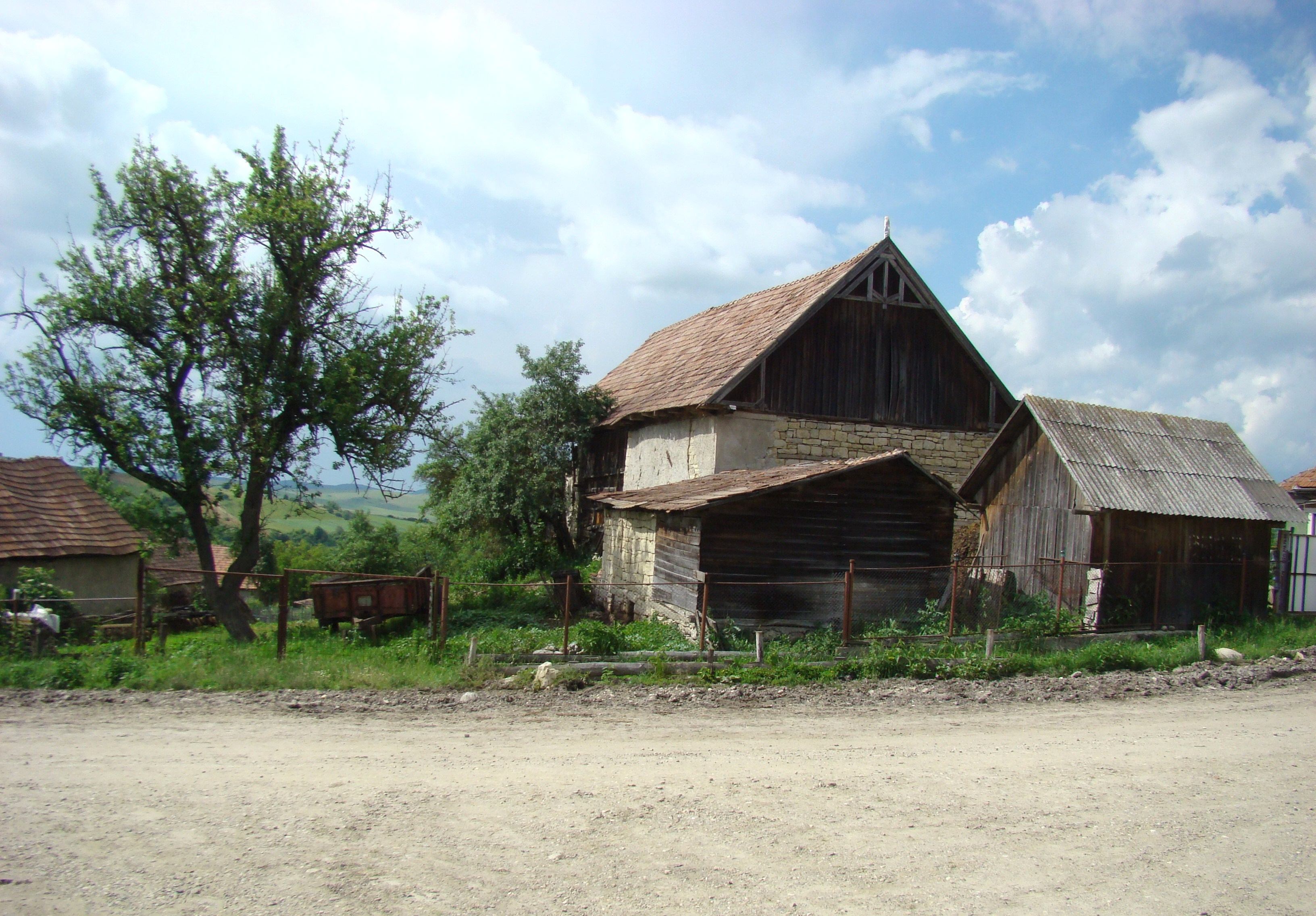
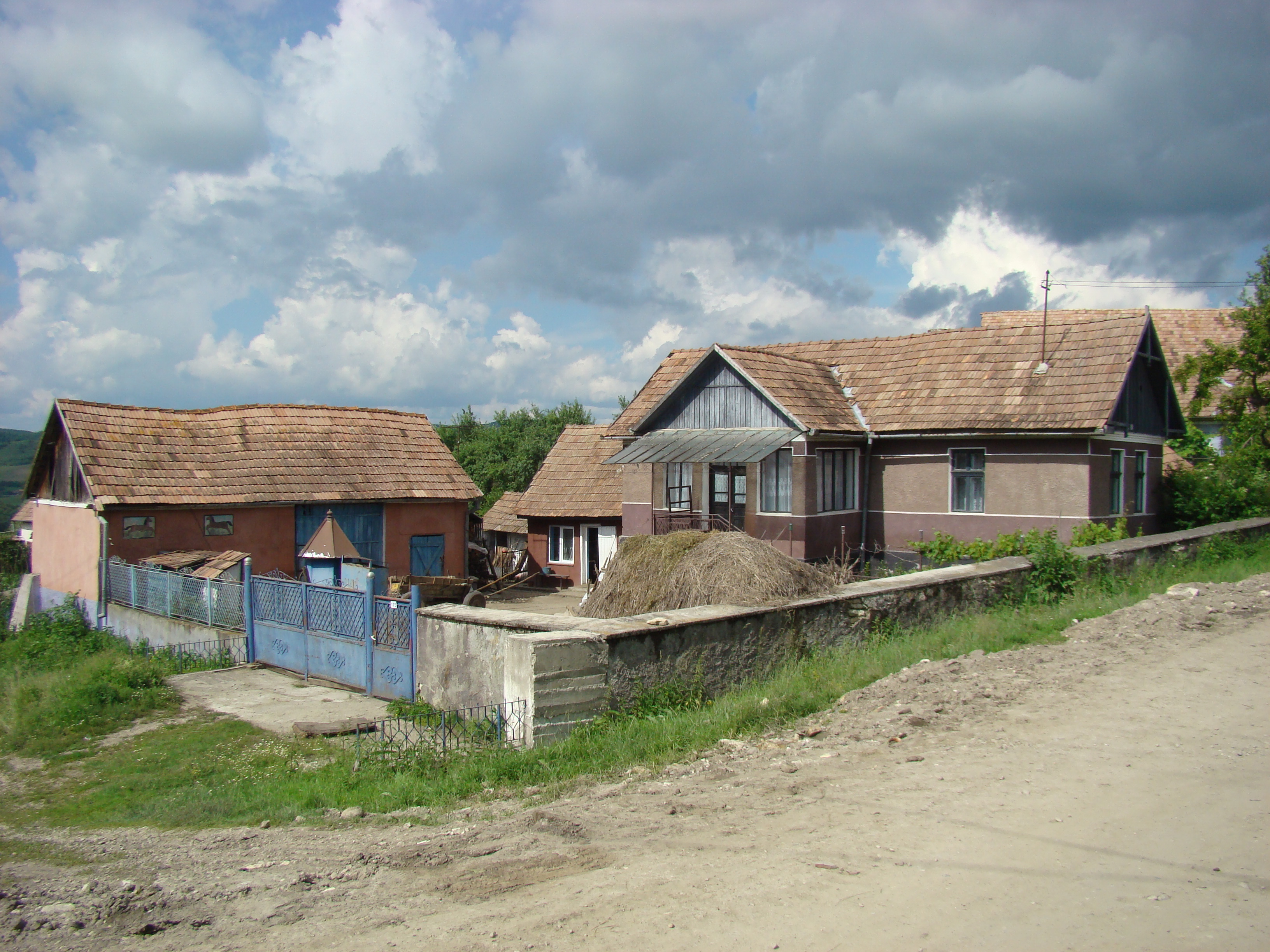
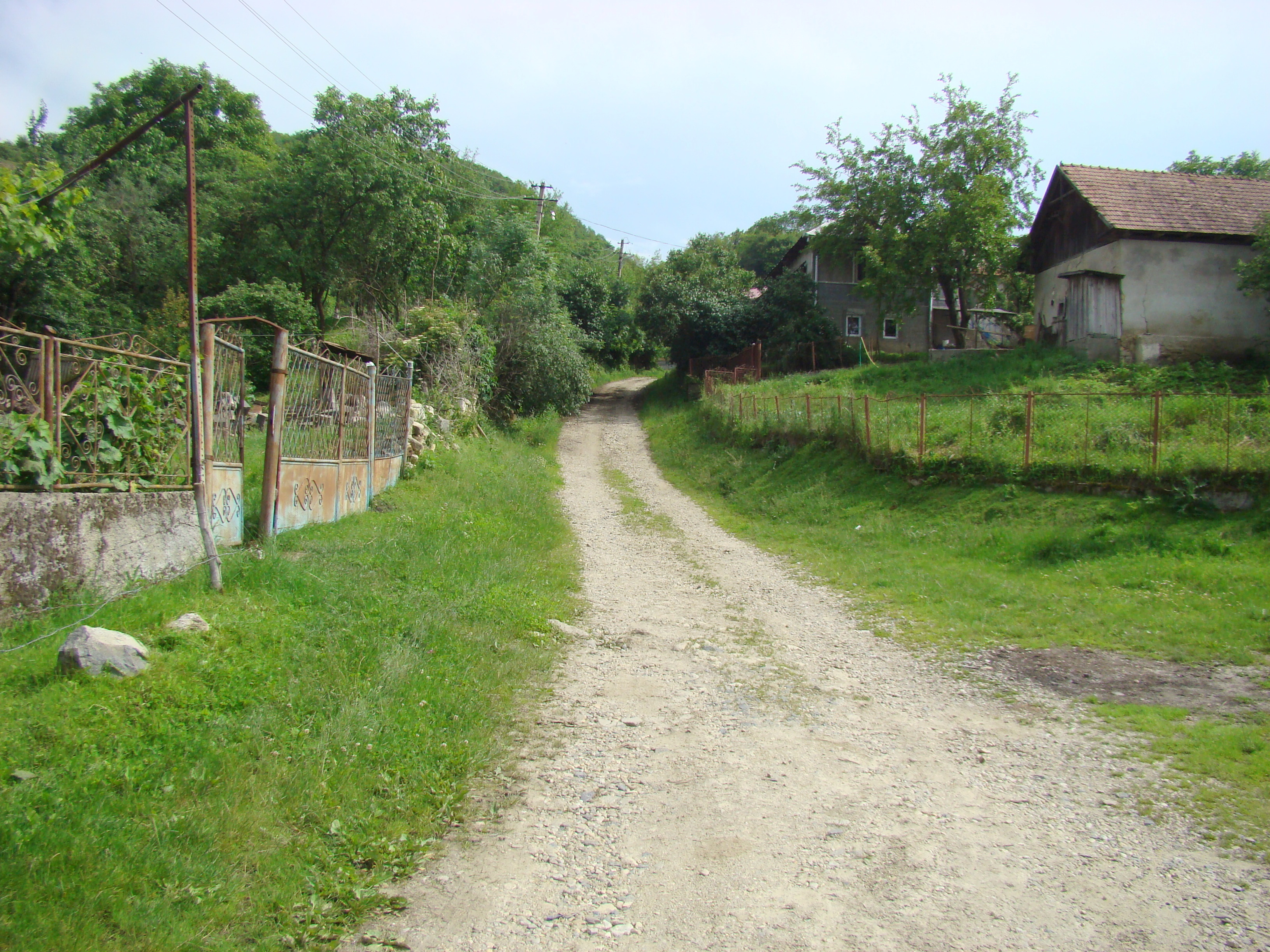
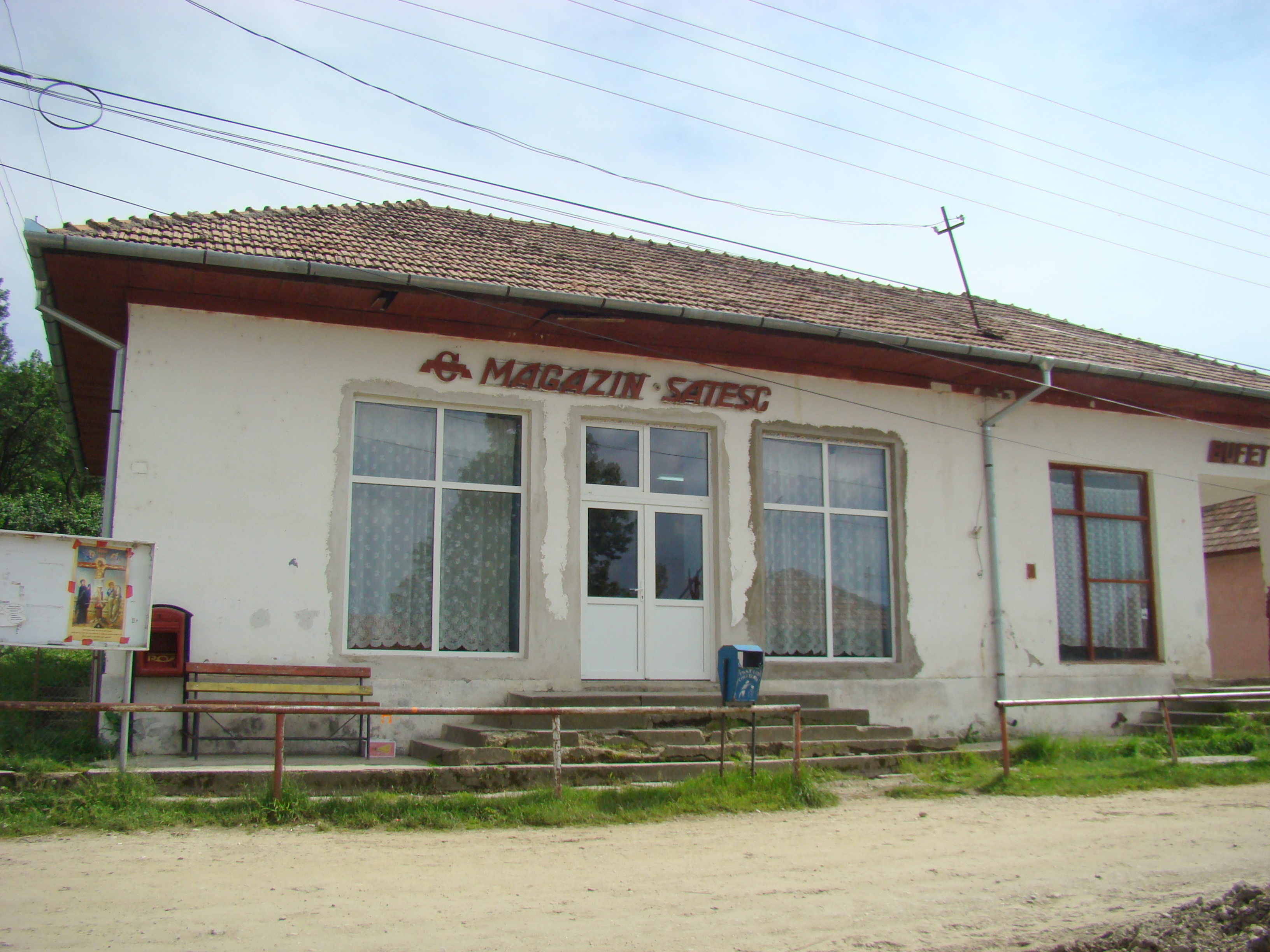
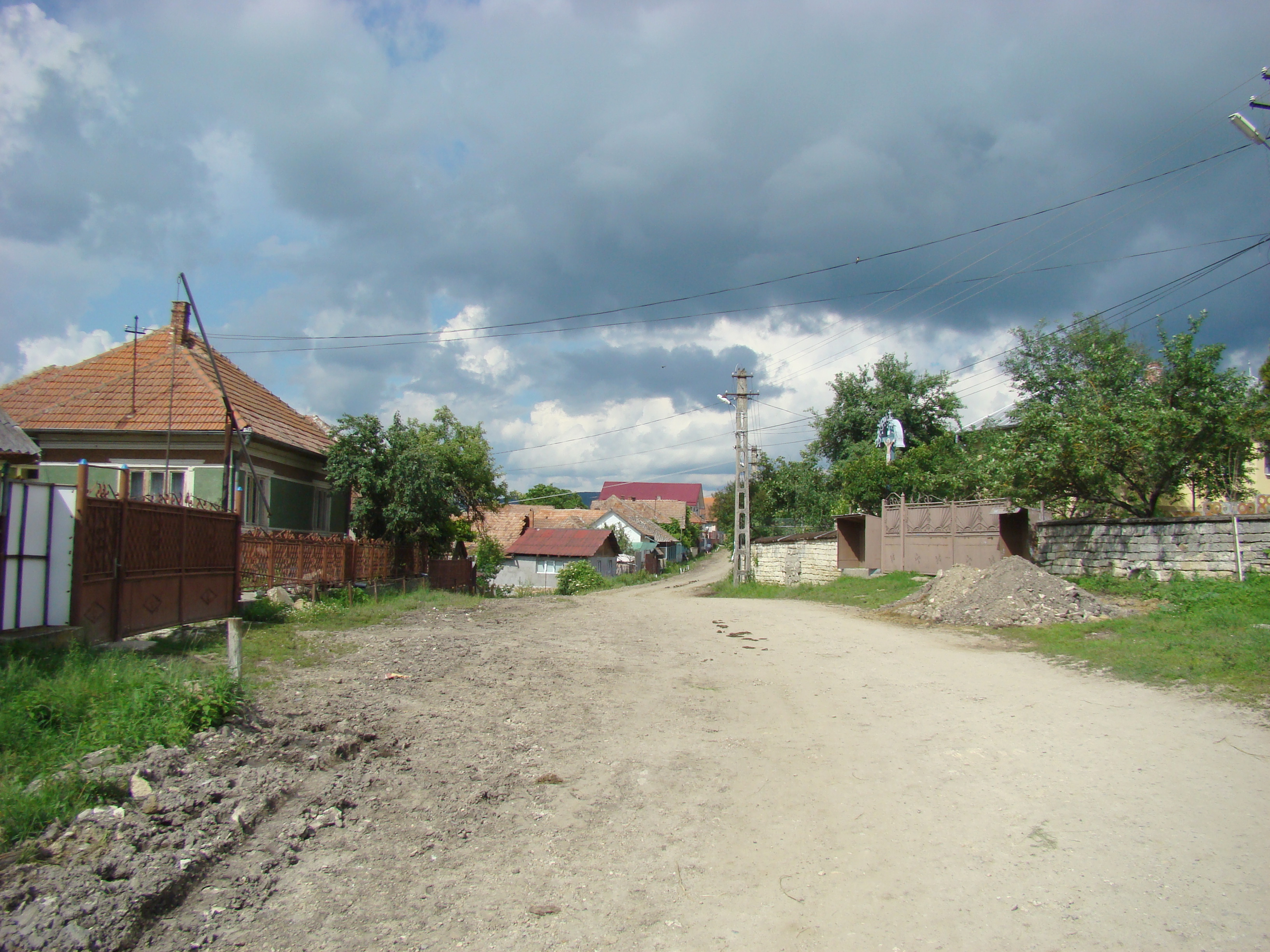
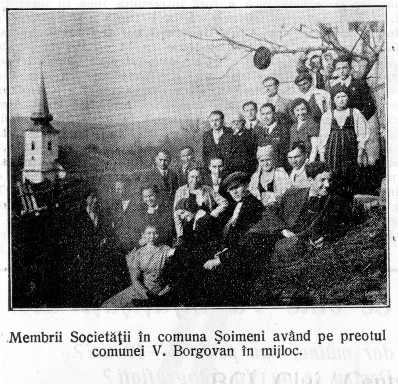
Grup de studenţi clujeni în excursie la Şoimeni (1935)